# Greasemonkey
Greasemonkey est une extension pour le navigateur web Mozilla Firefox permettant de modifier le comportement d'une page web en associant un script JavaScript au chargement de celle-ci. Il est ainsi possible d'intervenir sur une page web pour y ajouter ou supprimer du contenu et y modifier le comportement des liens, entre autres.
L'extension a été portée vers Epiphany, avec cependant une prise en charge limitée de l'API Greasemonkey.
Google Chrome reconnaît nativement les scripts Greasemonkey à partir de la version 4.
Opera en supporte un grand nombre nativement depuis la version 8, sous forme de ses scripts utilisateur.
Il est possible d'accéder à une telle fonctionnalité dans Internet Explorer en utilisant IE7Pro, Sleipnir iMacros, ou Trixie.
En décembre 2015, plus de 137 000 scripts sont mis à disposition du grand public par les internautes qui les ont conçus.